# Presbistus marshallae
Presbistus marshallae is een insect uit de orde Phasmatodea en de familie Aschiphasmatidae. De wetenschappelijke naam van deze soort is voor het eerst geldig gepubliceerd in 2001 door Bragg.